# Мальдонадо, Клаудио
Кла́удио Мальдона́до (полное имя — Клаудио Андрес дель Трансинто Мальдонадо Ривера) (исп. Claudio Andrés del Tránsito Maldonado Rivera; 3 января 1980, Курико) — чилийский футболист, опорный полузащитник сборной Чили.

## Биография
Клаудио начал выступать за основную команду «Коло-Коло», чьим воспитанником является, в 1998 году. Выиграл с чилийским грандом чемпионат страны.
После летних Олимпийских игр 2000 года, где чилийская сборная выиграла бронзовые медали, Мальдонадо перешёл в бразильский «Сан-Паулу». В этом клубе он выступал до 2003 года, когда в середине сезона перешёл в «Крузейро», который мчался к своему первому титулу чемпионов Бразилии. Именно в «Крузейро» Мальдонадо получил статус суперзвезды бразильского первенства, он был одним из главных лидеров команды в последующие два сезона.
В 2006—2007 гг. выступал с переменным успехом за «Сантос», после чего провёл два не очень удачных для себя сезона за турецкий «Фенербахче».
С середины 2009 года выступал в бразильском «Фламенго». Он сыграл в 13 матчах чемпионата 2009 и забил один гол, внеся свой вклад в итоговое завоевание чемпионского титула. 17 ноября Мальдонадо получил серьёзную травму во втором тайме товарищеского матча сборной Чили против Словакии.
Последний сезон (2014/15) в профессиональной карьере Мальдонадо провёл за «Коло-Коло».
Клаудио Мальдонадо женат на дочери Вандерлея Лушембурго (который пригласил чилийца в «Крузейро» в 2003 году), имеет бразильское гражданство.

## Достижения
- Чемпион Чили (1): 1998
- Чемпион Бразилии (2): 2003, 2009
- Обладатель Кубка Бразилии (1): 2003
- Чемпион штата Сан-Паулу (4): 2000, 2002, 2006, 2007
- Чемпион штата Рио-де-Жанейро (1): 2011
- Чемпион штата Минас-Жерайс (2): 2003, 2004
- Победитель Турнира Рио-Сан-Паулу (1): 2001
- Бронзовый призёр Олимпийских игр (1): 2000